# Antoine-Laurent Castellan
Antoine-Laurent Castellan, född 1772, död 1838, var en fransk målare, arkitekt och gravör.
Efter studier i landskapsmåleri besökte Castellan Schweiz, Italien, Grekland och Turkiet. Castellan författade en serie skrifter med egna illustrationer om sina utlandsvistelser. Hans mest känd verk är Moeurs, usages, costumes des Othomans (publicerad 1812), högt prisat av Lord Byron. Castellan författade även Etudes sur le Chateau de Fontainebleau (publicerat postumt). Castellan uppfann ett nytt sätt att måla med vax.